# Cypel (szczyt)
Cypel (761 m n.p.m.) – szczyt na długim grzbiecie Wzniesienia Szare, odbiegającym od Ochodzitej na wschód, potem zmieniającym kierunek na północno-wschodni. Kolejno znajdują się w nim: Koczy Zamek, wierzchołek 808 m, Cypel, Gryniówki, Ślebiodowa Grapa. Cypel jest zwornikiem; w południowym kierunku odbiega od niego grzbiet do Sobczakowej Grapy i Kiczorki. Północno-zachodni stok Cypla opada do potoku Juraszówka, południowo-wschodni do potoku Szarzanka.
W regionalizacji fizycznogeograficznej Polski według Jerzego Kondrackiego Cypel znajduje się w Beskidzie Śląskim, w nowej regionalizacji na Międzygórzu Jabłonkowsko-Koniakowskim.
Grzbietem od Ślebiodowej Grapy po Koczy Zamek biegnie nieznakowana ścieżka, z której w wielu miejscach rozciągają się szerokie widoki. Grzbietem tym biegnie też granica między wsią Kamesznica (po północnej stronie) i wsiami Laliki i Szare (po południowej stronie) w województwie śląskim, w powiecie żywieckim, w gminie Milówka. Grzbiet i stoki są w większości bezleśne, a południowym stokiem biegnie widokowa droga Milówka – Istebna, zwana „cysorką” (wybudowana jeszcze za czasów cesarza Franciszka Józefa I). Na wschodnim stoku jest także pozostałość po nieczynnym kamieniołomie.

## Przypisy

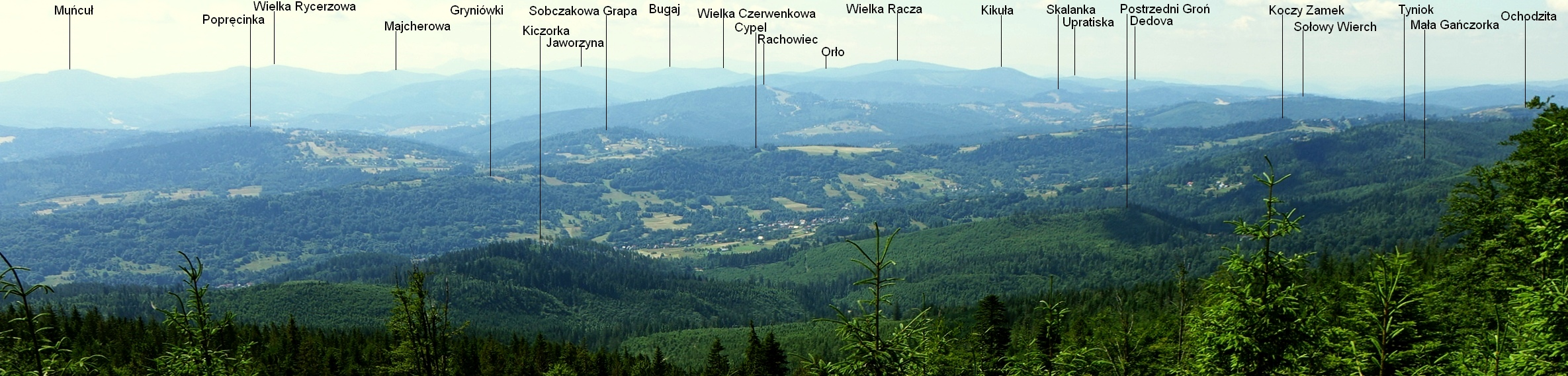
Widok z czarnego szlaku z Kamesznicy na Baranią Górę. Cypel na środku